# Parque nacional de Taï
O Parque Nacional de Taï é um parque nacional na Costa do Marfim que contem uma das últimas áreas de floresta tropical preliminar da África ocidental. Foi inscrito como Património Mundial da UNESCO em 1982 devido à sua flora e fauna - especialmente aquela que está em perigo como os hipopótamos-pigmeus. Cobre uma área de 3.300 quilômetros quadrados.